# Eleições legislativas portuguesas de 2002 no distrito de Faro
| Eleições legislativas portuguesas de 2002 Distritos: Aveiro \| Beja \| Braga \| Bragança \| Castelo Branco \| Coimbra \| Évora \| Faro \| Guarda \| Leiria \| Lisboa \| Portalegre \| Porto \| Santarém \| Setúbal \| Viana do Castelo \| Vila Real \| Viseu \| Açores \| Madeira \| Estrangeiro |

## Resultados por Concelho
Os resultados nos concelhos do Distrito de Faro foram os seguintes:

### Albufeira
| Partido                 | Partido                        | Votos  | %               | +/-   |
| ----------------------- | ------------------------------ | ------ | --------------- | ----- |
|                         | Partido Social Democrata       | 5 668  | 44,76 / 100,00  | 11,51 |
|                         | Partido Socialista             | 4 448  | 35,13 / 100,00  | 10,99 |
|                         | Partido Popular                | 1 158  | 9,15 / 100,00   | 1,16  |
|                         | Coligação Democrática Unitária | 571    | 4,51 / 100,00   | 1,92  |
|                         | Bloco de Esquerda              | 313    | 2,47 / 100,00   | 0,58  |
|                         | Outros                         | 213    | 1,67 / 100,00   |       |
| Votos Inválidos         | Votos Inválidos                | 291    | 2,30 / 100,00   | 0,28  |
| Total                   | Total                          | 12 662 | 100,00 / 100,00 |       |
| Eleitorado/Participação | Eleitorado/Participação        | 22 369 | 56,61 / 100,00  | 2,11  |

| Freguesia     | %     | %     | %     | %    | %    | Votantes |
| Freguesia     | PSD   | PS    | PP    | CDU  | BE   | Votantes |
| ------------- | ----- | ----- | ----- | ---- | ---- | -------- |
| Albufeira     | 47,01 | 32,26 | 8,80  | 5,53 | 3,01 | 6 684    |
| Ferreiras     | 37,59 | 42,85 | 9,36  | 3,72 | 1,65 | 1 881    |
| Guia          | 45,56 | 37,88 | 8,08  | 3,25 | 1,82 | 1 262    |
| Olhos de Água | 47,66 | 32,90 | 10,14 | 4,08 | 1,74 | 1 322    |
| Paderne       | 40,58 | 37,87 | 10,44 | 3,30 | 2,31 | 1 513    |
| Albufeira     | 44,76 | 35,13 | 9,15  | 4,51 | 2,47 | 12 662   |

### Alcoutim
| Partido                 | Partido                        | Votos | %               | +/-  |
| ----------------------- | ------------------------------ | ----- | --------------- | ---- |
|                         | Partido Social Democrata       | 966   | 43,13 / 100,00  | 6,77 |
|                         | Partido Socialista             | 951   | 42,46 / 100,00  | 7,39 |
|                         | Coligação Democrática Unitária | 119   | 5,31 / 100,00   | 1,23 |
|                         | Partido Popular                | 91    | 4,06 / 100,00   | 1,02 |
|                         | Outros                         | 68    | 3,05 / 100,00   |      |
| Votos Inválidos         | Votos Inválidos                | 45    | 2,01 / 100,00   | 0,07 |
| Total                   | Total                          | 2 240 | 100,00 / 100,00 |      |
| Eleitorado/Participação | Eleitorado/Participação        | 3 672 | 61,00 / 100,00  | 0,33 |

| Freguesia    | %     | %     | %     | %    | Votantes |
| Freguesia    | PSD   | PS    | CDU   | PP   | Votantes |
| ------------ | ----- | ----- | ----- | ---- | -------- |
| Alcoutim     | 36,75 | 49,37 | 5,52  | 3,00 | 634      |
| Giões        | 31,98 | 46,70 | 11,68 | 4,06 | 197      |
| Martim Longo | 51,83 | 34,05 | 5,67  | 4,79 | 793      |
| Pereiro      | 41,38 | 42,36 | 5,42  | 2,46 | 203      |
| Vaqueiros    | 42,37 | 46,00 | 1,21  | 5,08 | 413      |
| Alcoutim     | 43,13 | 42,46 | 5,31  | 4,06 | 2 240    |

### Aljezur
| Partido                 | Partido                        | Votos | %               | +/-  |
| ----------------------- | ------------------------------ | ----- | --------------- | ---- |
|                         | Partido Socialista             | 1 284 | 49,31 / 100,00  | 2,70 |
|                         | Partido Social Democrata       | 652   | 25,04 / 100,00  | 5,53 |
|                         | Coligação Democrática Unitária | 253   | 9,72 / 100,00   | 3,85 |
|                         | Partido Popular                | 191   | 7,33 / 100,00   | 0,76 |
|                         | Bloco de Esquerda              | 64    | 2,46 / 100,00   | 0,76 |
|                         | PCTP/MRPP                      | 50    | 1,92 / 100,00   | 0,59 |
|                         | Outros                         | 30    | 1,15 / 100,00   |      |
| Votos Inválidos         | Votos Inválidos                | 80    | 3,07 / 100,00   | 0,06 |
| Total                   | Total                          | 2 604 | 100,00 / 100,00 |      |
| Eleitorado/Participação | Eleitorado/Participação        | 4 530 | 57,48 / 100,00  | 0,63 |

| Freguesia | %     | %     | %     | %    | %    | %    | Votantes |
| Freguesia | PS    | PSD   | CDU   | PP   | BE   | PCTP | Votantes |
| --------- | ----- | ----- | ----- | ---- | ---- | ---- | -------- |
| Aljezur   | 48,47 | 29,28 | 7,44  | 7,44 | 2,23 | 1,57 | 1 209    |
| Bordeira  | 46,88 | 34,82 | 6,25  | 4,91 | 0    | 2,23 | 224      |
| Odeceixe  | 45,90 | 16,80 | 18,36 | 7,81 | 3,91 | 2,93 | 512      |
| Rogil     | 54,32 | 20,33 | 8,35  | 7,59 | 2,58 | 1,67 | 659      |
| Aljezur   | 49,31 | 25,04 | 9,72  | 7,33 | 2,46 | 1,92 | 2 604    |

### Castro Marim
| Partido                 | Partido                        | Votos | %               | +/-   |
| ----------------------- | ------------------------------ | ----- | --------------- | ----- |
|                         | Partido Socialista             | 1 765 | 46,01 / 100,00  | 10,72 |
|                         | Partido Social Democrata       | 1 479 | 38,56 / 100,00  | 10,61 |
|                         | Partido Popular                | 249   | 6,49 / 100,00   | 1,89  |
|                         | Coligação Democrática Unitária | 149   | 3,88 / 100,00   | 1,25  |
|                         | Bloco de Esquerda              | 60    | 1,56 / 100,00   | 0,47  |
|                         | Outros                         | 44    | 1,15 / 100,00   |       |
| Votos Inválidos         | Votos Inválidos                | 90    | 2,35 / 100,00   | 0,57  |
| Total                   | Total                          | 3 836 | 100,00 / 100,00 |       |
| Eleitorado/Participação | Eleitorado/Participação        | 6 009 | 63,84 / 100,00  | 5,05  |

| Freguesia    | %     | %     | %    | %    | %    | Votantes |
| Freguesia    | PS    | PSD   | PP   | CDU  | BE   | Votantes |
| ------------ | ----- | ----- | ---- | ---- | ---- | -------- |
| Altura       | 48,60 | 34,46 | 7,22 | 4,81 | 1,92 | 1 039    |
| Azinhal      | 36,52 | 47,61 | 6,55 | 2,77 | 1,01 | 397      |
| Castro Marim | 47,06 | 36,71 | 6,86 | 3,90 | 1,92 | 1 719    |
| Odeleite     | 44,93 | 44,20 | 4,41 | 3,08 | 0,44 | 681      |
| Castro Marim | 46,01 | 38,56 | 6,49 | 3,88 | 1,56 | 3 836    |

### Faro
| Partido                 | Partido                        | Votos  | %               | +/-  |
| ----------------------- | ------------------------------ | ------ | --------------- | ---- |
|                         | Partido Socialista             | 11 695 | 40,71 / 100,00  | 5,32 |
|                         | Partido Social Democrata       | 10 577 | 36,82 / 100,00  | 8,04 |
|                         | Coligação Democrática Unitária | 2 187  | 7,61 / 100,00   | 2,02 |
|                         | Partido Popular                | 2 123  | 7,39 / 100,00   | 0,48 |
|                         | Bloco de Esquerda              | 1 048  | 3,65 / 100,00   | 0,11 |
|                         | Outros                         | 445    | 1,55 / 100,00   |      |
| Votos Inválidos         | Votos Inválidos                | 651    | 2,27 / 100,00   | 0,26 |
| Total                   | Total                          | 28 726 | 100,00 / 100,00 |      |
| Eleitorado/Participação | Eleitorado/Participação        | 47 684 | 60,24 / 100,00  | 2,11 |

| Freguesia             | %     | %     | %     | %     | %    | Votantes |
| Freguesia             | PS    | PSD   | CDU   | PP    | BE   | Votantes |
| --------------------- | ----- | ----- | ----- | ----- | ---- | -------- |
| Conceição             | 39,89 | 40,54 | 6,11  | 7,05  | 1,70 | 1 702    |
| Estoi                 | 35,80 | 39,92 | 4,73  | 11,80 | 2,33 | 1 458    |
| Faro (São Pedro)      | 41,75 | 36,14 | 7,71  | 7,35  | 3,73 | 6 936    |
| Faro (Sé)             | 40,75 | 36,69 | 7,99  | 6,91  | 4,19 | 14 451   |
| Montenegro            | 41,51 | 36,95 | 6,12  | 7,52  | 3,62 | 2 433    |
| Santa Bárbara de Nexe | 40,03 | 34,19 | 10,08 | 7,96  | 1,89 | 1 746    |
| Faro                  | 40,71 | 36,82 | 7,61  | 7,39  | 3,65 | 28 726   |

### Lagoa
| Partido                 | Partido                        | Votos  | %               | +/-   |
| ----------------------- | ------------------------------ | ------ | --------------- | ----- |
|                         | Partido Socialista             | 3 725  | 40,09 / 100,00  | 10,76 |
|                         | Partido Social Democrata       | 3 485  | 37,51 / 100,00  | 7,96  |
|                         | Partido Popular                | 903    | 9,72 / 100,00   | 2,49  |
|                         | Coligação Democrática Unitária | 509    | 5,48 / 100,00   | 1,68  |
|                         | Bloco de Esquerda              | 229    | 2,46 / 100,00   | 1,00  |
|                         | PCTP/MRPP                      | 100    | 1,08 / 100,00   | 0,06  |
|                         | Outros                         | 118    | 1,27 / 100,00   |       |
| Votos Inválidos         | Votos Inválidos                | 222    | 2,39 / 100,00   | 0,24  |
| Total                   | Total                          | 9 291  | 100,00 / 100,00 |       |
| Eleitorado/Participação | Eleitorado/Participação        | 14 993 | 61,97 / 100,00  | 2,34  |

| Freguesia | %     | %     | %     | %    | %    | %    | Votantes |
| Freguesia | PS    | PSD   | PP    | CDU  | BE   | PCTP | Votantes |
| --------- | ----- | ----- | ----- | ---- | ---- | ---- | -------- |
| Carvoeiro | 33,43 | 44,84 | 11,11 | 5,30 | 1,80 | 0,90 | 999      |
| Estômbar  | 44,70 | 32,55 | 8,49  | 7,54 | 1,85 | 1,40 | 2 215    |
| Ferragudo | 50,73 | 25,42 | 8,60  | 6,45 | 3,62 | 1,56 | 1 023    |
| Lagoa     | 33,82 | 44,84 | 10,29 | 4,15 | 2,56 | 0,73 | 2 895    |
| Parchal   | 46,47 | 28,53 | 9,87  | 6,92 | 3,17 | 1,15 | 1 388    |
| Porches   | 33,46 | 46,95 | 10,51 | 3,24 | 1,95 | 0,91 | 771      |
| Lagoa     | 40,09 | 37,51 | 9,72  | 5,48 | 2,46 | 1,08 | 9 291    |

### Lagos
| Partido                 | Partido                        | Votos  | %               | +/-  |
| ----------------------- | ------------------------------ | ------ | --------------- | ---- |
|                         | Partido Socialista             | 5 946  | 48,18 / 100,00  | 5,35 |
|                         | Partido Social Democrata       | 3 748  | 30,37 / 100,00  | 7,62 |
|                         | Partido Popular                | 921    | 7,46 / 100,00   | 0,35 |
|                         | Coligação Democrática Unitária | 775    | 6,28 / 100,00   | 3,53 |
|                         | Bloco de Esquerda              | 408    | 3,31 / 100,00   | 0,61 |
|                         | PCTP/MRPP                      | 127    | 1,03 / 100,00   | 0,19 |
|                         | Outros                         | 116    | 0,93 / 100,00   |      |
| Votos Inválidos         | Votos Inválidos                | 299    | 2,42 / 100,00   | 0,15 |
| Total                   | Total                          | 12 340 | 100,00 / 100,00 |      |
| Eleitorado/Participação | Eleitorado/Participação        | 20 143 | 61,26 / 100,00  | 0,78 |

| Freguesia             | %     | %     | %    | %    | %    | %    | Votantes |
| Freguesia             | PS    | PSD   | PP   | CDU  | BE   | PCTP | Votantes |
| --------------------- | ----- | ----- | ---- | ---- | ---- | ---- | -------- |
| Barão de São João     | 50,28 | 29,33 | 6,15 | 6,42 | 3,07 | 0,56 | 358      |
| Bensafrim             | 53,70 | 23,97 | 6,99 | 6,58 | 3,97 | 1,23 | 730      |
| Lagos (Santa Maria)   | 42,02 | 37,83 | 7,64 | 4,29 | 4,75 | 0,47 | 3 220    |
| Lagos (São Sebastião) | 49,61 | 27,35 | 7,74 | 7,58 | 2,89 | 1,26 | 5 712    |
| Luz                   | 53,03 | 28,29 | 7,10 | 5,42 | 2,24 | 1,03 | 1 071    |
| Odiáxere              | 49,56 | 30,82 | 6,73 | 6,00 | 2,08 | 1,44 | 1 249    |
| Lagos                 | 48,18 | 30,37 | 7,46 | 6,28 | 3,31 | 1,03 | 12 340   |

### Loulé
| Partido                 | Partido                        | Votos  | %               | +/-   |
| ----------------------- | ------------------------------ | ------ | --------------- | ----- |
|                         | Partido Social Democrata       | 12 368 | 47,11 / 100,00  | 10,36 |
|                         | Partido Socialista             | 8 834  | 33,65 / 100,00  | 11,10 |
|                         | Partido Popular                | 2 378  | 9,06 / 100,00   | 1,19  |
|                         | Coligação Democrática Unitária | 818    | 3,12 / 100,00   | 1,28  |
|                         | Bloco de Esquerda              | 683    | 2,60 / 100,00   | 0,61  |
|                         | Outros                         | 458    | 1,75 / 100,00   |       |
| Votos Inválidos         | Votos Inválidos                | 712    | 2,71 / 100,00   | 0,01  |
| Total                   | Total                          | 26 251 | 100,00 / 100,00 |       |
| Eleitorado/Participação | Eleitorado/Participação        | 47 542 | 55,22 / 100,00  | 0,46  |

| Freguesia             | %     | %     | %     | %    | %    | Votantes |
| Freguesia             | PSD   | PS    | PP    | CDU  | BE   | Votantes |
| --------------------- | ----- | ----- | ----- | ---- | ---- | -------- |
| Almancil              | 44,49 | 34,85 | 10,55 | 3,73 | 1,65 | 3 214    |
| Alte                  | 36,62 | 43,31 | 7,48  | 3,08 | 3,17 | 1 136    |
| Ameixial              | 55,61 | 33,41 | 6,07  | 0,93 | 0,23 | 428      |
| Benafim               | 53,54 | 33,60 | 6,11  | 2,25 | 0,80 | 622      |
| Boliqueime            | 53,57 | 27,58 | 9,31  | 1,83 | 1,38 | 2 244    |
| Loulé (São Clemente)  | 43,19 | 35,91 | 8,88  | 3,95 | 3,49 | 6 641    |
| Loulé (São Sebastião) | 55,10 | 29,26 | 7,14  | 2,50 | 2,02 | 2 717    |
| Quarteira             | 48,36 | 31,02 | 10,99 | 2,92 | 3,32 | 6 503    |
| Querença              | 46,89 | 38,64 | 5,68  | 3,11 | 1,47 | 546      |
| Salir                 | 42,43 | 39,64 | 6,77  | 3,38 | 2,49 | 1 685    |
| Tôr                   | 52,04 | 33,98 | 7,18  | 1,94 | 0,78 | 515      |
| Loulé                 | 47,11 | 33,65 | 9,06  | 3,12 | 2,60 | 26 251   |

### Monchique
| Partido                 | Partido                        | Votos | %               | +/-  |
| ----------------------- | ------------------------------ | ----- | --------------- | ---- |
|                         | Partido Socialista             | 1 772 | 42,65 / 100,00  | 9,00 |
|                         | Partido Social Democrata       | 1 630 | 39,23 / 100,00  | 8,66 |
|                         | Coligação Democrática Unitária | 270   | 6,50 / 100,00   | 0,44 |
|                         | Partido Popular                | 172   | 4,14 / 100,00   | 0,77 |
|                         | Bloco de Esquerda              | 78    | 1,88 / 100,00   | 0,46 |
|                         | PCTP/MRPP                      | 60    | 1,44 / 100,00   | 0,11 |
|                         | Outros                         | 47    | 1,13 / 100,00   |      |
| Votos Inválidos         | Votos Inválidos                | 126   | 3,03 / 100,00   | 0,32 |
| Total                   | Total                          | 4 155 | 100,00 / 100,00 |      |
| Eleitorado/Participação | Eleitorado/Participação        | 6 264 | 66,33 / 100,00  | 0,84 |

| Freguesia | %     | %     | %    | %    | %    | %    | Votantes |
| Freguesia | PS    | PSD   | CDU  | PP   | BE   | PCTP | Votantes |
| --------- | ----- | ----- | ---- | ---- | ---- | ---- | -------- |
| Alferce   | 44,02 | 42,86 | 3,79 | 4,96 | 1,17 | 0,29 | 343      |
| Marmelete | 37,95 | 51,32 | 3,47 | 3,63 | 0,17 | 0,66 | 606      |
| Monchique | 43,39 | 36,56 | 7,36 | 4,15 | 2,28 | 1,72 | 3 206    |
| Monchique | 42,65 | 39,23 | 6,50 | 4,14 | 1,88 | 1,44 | 4 155    |

### Olhão
| Partido                 | Partido                        | Votos  | %               | +/-  |
| ----------------------- | ------------------------------ | ------ | --------------- | ---- |
|                         | Partido Socialista             | 6 935  | 41,22 / 100,00  | 7,14 |
|                         | Partido Social Democrata       | 5 867  | 34,87 / 100,00  | 7,44 |
|                         | Partido Popular                | 1 830  | 10,88 / 100,00  | 1,32 |
|                         | Coligação Democrática Unitária | 1 002  | 5,96 / 100,00   | 2,06 |
|                         | Bloco de Esquerda              | 407    | 2,42 / 100,00   | 0,43 |
|                         | PCTP/MRPP                      | 214    | 1,27 / 100,00   | 0,22 |
|                         | Outros                         | 163    | 0,96 / 100,00   |      |
| Votos Inválidos         | Votos Inválidos                | 406    | 2,42 / 100,00   | 0,04 |
| Total                   | Total                          | 16 824 | 100,00 / 100,00 |      |
| Eleitorado/Participação | Eleitorado/Participação        | 31 737 | 53,01 / 100,00  | 0,13 |

| Freguesia    | %     | %     | %     | %    | %    | %    | Votantes |
| Freguesia    | PS    | PSD   | PP    | CDU  | BE   | PCTP | Votantes |
| ------------ | ----- | ----- | ----- | ---- | ---- | ---- | -------- |
| Fuseta       | 47,79 | 28,98 | 9,57  | 6,47 | 2,84 | 1,45 | 1 515    |
| Moncarapacho | 34,61 | 42,94 | 11,65 | 4,34 | 1,74 | 0,89 | 2 927    |
| Olhão        | 42,54 | 33,84 | 10,86 | 6,08 | 2,54 | 1,33 | 6 465    |
| Pechão       | 38,07 | 34,73 | 10,86 | 8,08 | 2,14 | 1,76 | 1 077    |
| Quelfes      | 42,11 | 33,24 | 10,85 | 6,14 | 2,60 | 1,26 | 4 840    |
| Olhão        | 41,22 | 34,87 | 10,88 | 5,96 | 2,42 | 1,27 | 3 206    |

### Portimão
| Partido                 | Partido                        | Votos  | %               | +/-  |
| ----------------------- | ------------------------------ | ------ | --------------- | ---- |
|                         | Partido Socialista             | 9 837  | 42,02 / 100,00  | 7,01 |
|                         | Partido Social Democrata       | 8 086  | 34,54 / 100,00  | 7,51 |
|                         | Partido Popular                | 2 253  | 9,62 / 100,00   | 1,11 |
|                         | Coligação Democrática Unitária | 1 315  | 5,62 / 100,00   | 2,76 |
|                         | Bloco de Esquerda              | 840    | 3,59 / 100,00   | 0,77 |
|                         | PCTP/MRPP                      | 250    | 1,07 / 100,00   | 0,02 |
|                         | Outros                         | 267    | 1,15 / 100,00   |      |
| Votos Inválidos         | Votos Inválidos                | 565    | 2,41 / 100,00   | 0,11 |
| Total                   | Total                          | 23 413 | 100,00 / 100,00 |      |
| Eleitorado/Participação | Eleitorado/Participação        | 38 008 | 61,60 / 100,00  | 1,20 |

| Freguesia          | %     | %     | %    | %    | %    | %    | Votantes |
| Freguesia          | PS    | PSD   | PP   | CDU  | BE   | PCTP | Votantes |
| ------------------ | ----- | ----- | ---- | ---- | ---- | ---- | -------- |
| Alvor              | 47,36 | 28,95 | 8,96 | 6,99 | 3,16 | 1,63 | 2 276    |
| Mexilhoeira Grande | 55,75 | 22,88 | 7,02 | 5,62 | 2,36 | 1,40 | 1 993    |
| Portimão           | 39,95 | 36,41 | 9,97 | 5,45 | 3,77 | 0,97 | 19 144   |
| Portimão           | 42,02 | 34,54 | 9,62 | 5,62 | 3,59 | 1,07 | 23 413   |

### São Brás de Alportel
| Partido                 | Partido                        | Votos | %               | +/-  |
| ----------------------- | ------------------------------ | ----- | --------------- | ---- |
|                         | Partido Social Democrata       | 1 867 | 41,75 / 100,00  | 8,60 |
|                         | Partido Socialista             | 1 762 | 39,40 / 100,00  | 8,76 |
|                         | Partido Popular                | 347   | 7,76 / 100,00   | 0,89 |
|                         | Coligação Democrática Unitária | 224   | 5,01 / 100,00   | 0,90 |
|                         | Bloco de Esquerda              | 84    | 1,88 / 100,00   | 0,08 |
|                         | Outros                         | 82    | 1,83 / 100,00   |      |
| Votos Inválidos         | Votos Inválidos                | 106   | 2,37 / 100,00   | 0,31 |
| Total                   | Total                          | 4 472 | 100,00 / 100,00 |      |
| Eleitorado/Participação | Eleitorado/Participação        | 7 632 | 58,60 / 100,00  | 0,44 |

| Freguesia            | %     | %     | %    | %    | %    | Votantes |
| Freguesia            | PSD   | PS    | PP   | CDU  | BE   | Votantes |
| -------------------- | ----- | ----- | ---- | ---- | ---- | -------- |
| São Brás de Alportel | 41,75 | 39,40 | 7,76 | 5,01 | 1,88 | 4 472    |
| São Brás de Alportel | 41,75 | 39,40 | 7,76 | 5,01 | 1,88 | 4 472    |

### Silves
| Partido                 | Partido                        | Votos  | %               | +/-  |
| ----------------------- | ------------------------------ | ------ | --------------- | ---- |
|                         | Partido Socialista             | 6 343  | 39,88 / 100,00  | 8,21 |
|                         | Partido Social Democrata       | 5 669  | 35,64 / 100,00  | 6,80 |
|                         | Coligação Democrática Unitária | 1 543  | 9,70 / 100,00   | 1,65 |
|                         | Partido Popular                | 1 164  | 7,32 / 100,00   | 2,28 |
|                         | Bloco de Esquerda              | 337    | 2,12 / 100,00   | 0,37 |
|                         | PCTP/MRPP                      | 242    | 1,52 / 100,00   | 0,01 |
|                         | Outros                         | 162    | 1,02 / 100,00   |      |
| Votos Inválidos         | Votos Inválidos                | 447    | 2,81 / 100,00   | 0,13 |
| Total                   | Total                          | 15 907 | 100,00 / 100,00 |      |
| Eleitorado/Participação | Eleitorado/Participação        | 27 425 | 58,00 / 100,00  | 0,07 |

| Freguesia                  | %     | %     | %     | %    | %    | %    | Votantes |
| Freguesia                  | PS    | PSD   | CDU   | PP   | BE   | PCTP | Votantes |
| -------------------------- | ----- | ----- | ----- | ---- | ---- | ---- | -------- |
| Alcantarilha               | 41,93 | 33,82 | 6,76  | 9,37 | 1,93 | 0,97 | 1 035    |
| Algoz                      | 38,42 | 39,72 | 4,37  | 8,59 | 2,07 | 1,07 | 1 304    |
| Armação de Pêra            | 33,57 | 49,50 | 2,40  | 8,38 | 2,40 | 1,70 | 1 707    |
| Pêra                       | 37,05 | 39,62 | 6,92  | 9,61 | 1,41 | 1,29 | 853      |
| São Bartolomeu de Messines | 43,10 | 34,54 | 9,05  | 6,13 | 1,47 | 1,47 | 4 079    |
| São Marcos da Serra        | 47,17 | 31,24 | 9,41  | 5,55 | 1,45 | 1,93 | 829      |
| Silves                     | 38,52 | 31,26 | 15,17 | 7,22 | 2,50 | 1,83 | 5 247    |
| Tunes                      | 40,91 | 36,34 | 8,56  | 6,45 | 3,99 | 0,70 | 853      |
| Silves                     | 39,88 | 35,64 | 9,70  | 7,32 | 2,12 | 1,52 | 15 907   |

### Tavira
| Partido                 | Partido                        | Votos  | %               | +/-  |
| ----------------------- | ------------------------------ | ------ | --------------- | ---- |
|                         | Partido Socialista             | 5 064  | 41,10 / 100,00  | 8,71 |
|                         | Partido Social Democrata       | 4 836  | 39,25 / 100,00  | 7,40 |
|                         | Partido Popular                | 978    | 7,94 / 100,00   | 2,28 |
|                         | Coligação Democrática Unitária | 520    | 4,22 / 100,00   | 1,36 |
|                         | Bloco de Esquerda              | 311    | 2,52 / 100,00   | 0,44 |
|                         | Outros                         | 270    | 2,20 / 100,00   |      |
| Votos Inválidos         | Votos Inválidos                | 342    | 2,78 / 100,00   | 0,21 |
| Total                   | Total                          | 12 321 | 100,00 / 100,00 |      |
| Eleitorado/Participação | Eleitorado/Participação        | 20 878 | 59,01 / 100,00  | 0,38 |

| Freguesia                        | %     | %     | %     | %    | %    | Votantes |
| Freguesia                        | PS    | PSD   | PP    | CDU  | BE   | Votantes |
| -------------------------------- | ----- | ----- | ----- | ---- | ---- | -------- |
| Cabanas de Tavira                | 49,72 | 27,32 | 7,97  | 4,93 | 6,07 | 527      |
| Cachopo                          | 36,31 | 49,69 | 5,23  | 1,54 | 0,92 | 650      |
| Conceição de Tavira              | 46,91 | 28,09 | 9,71  | 3,68 | 3,09 | 680      |
| Luz de Tavira                    | 42,15 | 37,08 | 10,25 | 3,24 | 1,57 | 1 912    |
| Santa Catarina da Fonte do Bispo | 36,34 | 46,45 | 7,61  | 2,70 | 1,00 | 900      |
| Santa Luzia                      | 48,31 | 30,09 | 8,86  | 7,12 | 2,12 | 801      |
| Santo Estêvão                    | 42,59 | 34,23 | 7,57  | 7,73 | 1,89 | 634      |
| Tavira (Santa Maria)             | 40,07 | 40,60 | 7,79  | 4,29 | 2,56 | 3 005    |
| Tavira (Santiago)                | 39,09 | 42,63 | 6,78  | 4,34 | 3,41 | 3 113    |
| Tavira                           | 41,10 | 39,25 | 7,94  | 4,22 | 2,52 | 12 321   |

### Vila do Bispo
| Partido                 | Partido                        | Votos | %               | +/-  |
| ----------------------- | ------------------------------ | ----- | --------------- | ---- |
|                         | Partido Socialista             | 1 346 | 51,49 / 100,00  | 3,21 |
|                         | Partido Social Democrata       | 778   | 29,76 / 100,00  | 5,42 |
|                         | Partido Popular                | 163   | 6,24 / 100,00   | 0,16 |
|                         | Coligação Democrática Unitária | 149   | 5,70 / 100,00   | 1,80 |
|                         | Bloco de Esquerda              | 82    | 3,14 / 100,00   | 1,30 |
|                         | PCTP/MRPP                      | 29    | 1,11 / 100,00   | 0,55 |
|                         | Outros                         | 22    | 0,84 / 100,00   |      |
| Votos Inválidos         | Votos Inválidos                | 45    | 1,72 / 100,00   | 0,31 |
| Total                   | Total                          | 2 614 | 100,00 / 100,00 |      |
| Eleitorado/Participação | Eleitorado/Participação        | 4 267 | 61,26 / 100,00  | 1,68 |

| Freguesia           | %     | %     | %    | %    | %    | %    | Votantes |
| Freguesia           | PS    | PSD   | PP   | CDU  | BE   | PCTP | Votantes |
| ------------------- | ----- | ----- | ---- | ---- | ---- | ---- | -------- |
| Barão de São Miguel | 59,48 | 19,61 | 6,54 | 7,84 | 2,61 | 1,31 | 153      |
| Budens              | 56,07 | 25,86 | 6,07 | 5,28 | 3,69 | 0,92 | 758      |
| Raposeira           | 54,05 | 31,27 | 5,41 | 3,09 | 0,77 | 2,32 | 259      |
| Sagres              | 48,36 | 33,30 | 6,55 | 6,33 | 1,86 | 0,87 | 916      |
| Vila do Bispo       | 46,78 | 31,44 | 6,25 | 5,87 | 5,87 | 1,14 | 528      |
| Vila do Bispo       | 51,49 | 29,76 | 6,24 | 5,70 | 3,14 | 1,11 | 2 614    |

### Vila Real de Santo António
| Partido                 | Partido                        | Votos  | %               | +/-  |
| ----------------------- | ------------------------------ | ------ | --------------- | ---- |
|                         | Partido Socialista             | 3 484  | 42,96 / 100,00  | 5,18 |
|                         | Partido Social Democrata       | 2 426  | 29,91 / 100,00  | 7,72 |
|                         | Coligação Democrática Unitária | 1 146  | 14,13 / 100,00  | 3,93 |
|                         | Partido Popular                | 558    | 6,88 / 100,00   | 1,52 |
|                         | Bloco de Esquerda              | 189    | 2,33 / 100,00   | 0,13 |
|                         | PCTP/MRPP                      | 107    | 1,32 / 100,00   | 0,15 |
|                         | Outros                         | 50     | 0,62 / 100,00   |      |
| Votos Inválidos         | Votos Inválidos                | 150    | 1,85 / 100,00   | 0,31 |
| Total                   | Total                          | 8 110  | 100,00 / 100,00 |      |
| Eleitorado/Participação | Eleitorado/Participação        | 14 905 | 54,41 / 100,00  | 2,06 |

| Freguesia                  | %     | %     | %     | %    | %    | %    | Votantes |
| Freguesia                  | PS    | PSD   | CDU   | PP   | BE   | PCTP | Votantes |
| -------------------------- | ----- | ----- | ----- | ---- | ---- | ---- | -------- |
| Monte Gordo                | 45,15 | 25,45 | 19,07 | 5,13 | 1,60 | 1,60 | 1 442    |
| Vila Nova de Cacela        | 51,88 | 28,39 | 6,95  | 6,54 | 1,53 | 1,12 | 1 698    |
| Vila Real de Santo António | 39,28 | 31,73 | 15,15 | 7,51 | 2,82 | 1,31 | 4 970    |
| Vila Real de Santo António | 42,96 | 29,91 | 14,13 | 6,88 | 2,33 | 1,32 | 8 110    |